# FIA-Formel-2-Rennwochenende in Monaco 2024
Das FIA-Formel-2-Rennwochenende in Monaco 2024 war der fünfte Lauf der FIA-Formel-2-Meisterschaft 2024 und fand vom 24. bis 26. Mai auf dem Circuit de Monaco in Monte Carlo statt.

## Berichte

### Qualifying
Aufgrund des geringen Platzangebots sowohl auf als auch abseits der Rennstrecke wurde das Qualifying anhand der persönlichen Fahrernummern (gerade und ungerade) in zwei Gruppen zu elf Fahrern aufgeteilt. Das erste Qualifying fand am 24. Mai 2024 um 15:10 Uhr Ortszeit statt, das zweite Segment um 15:34 Uhr Ortszeit (beide jeweils UTC+2).

## Meldeliste
Alle Teams und Fahrer verwendeten das Dallara-Chassis F2 2024, 3,4-Liter-V634-Turbomotoren von Renault-Mecachrome und Reifen von Pirelli.
| Team                  | Nr. | Fahrer                | Chassis         | Motor             | Reifen |
| --------------------- | --- | --------------------- | --------------- | ----------------- | ------ |
| ART Grand Prix        | 01  | Victor Martins        | Dallara F2 2024 | Mecachrome 3.4 V6 | P      |
| ART Grand Prix        | 02  | Zak O’Sullivan        | Dallara F2 2024 | Mecachrome 3.4 V6 | P      |
| Prema Racing          | 03  | Oliver Bearman        | Dallara F2 2024 | Mecachrome 3.4 V6 | P      |
| Prema Racing          | 04  | Andrea Kimi Antonelli | Dallara F2 2024 | Mecachrome 3.4 V6 | P      |
| Rodin Motorsport      | 05  | Zane Maloney          | Dallara F2 2024 | Mecachrome 3.4 V6 | P      |
| Rodin Motorsport      | 06  | Ritomo Miyata         | Dallara F2 2024 | Mecachrome 3.4 V6 | P      |
| DAMS Lucas Oil        | 07  | Jak Crawford          | Dallara F2 2024 | Mecachrome 3.4 V6 | P      |
| DAMS Lucas Oil        | 08  | Juan Manuel Correa    | Dallara F2 2024 | Mecachrome 3.4 V6 | P      |
| Invicta Racing        | 09  | Kush Maini            | Dallara F2 2024 | Mecachrome 3.4 V6 | P      |
| Invicta Racing        | 10  | Gabriel Bortoleto     | Dallara F2 2024 | Mecachrome 3.4 V6 | P      |
| MP Motorsport         | 11  | Dennis Hauger         | Dallara F2 2024 | Mecachrome 3.4 V6 | P      |
| MP Motorsport         | 12  | Franco Colapinto      | Dallara F2 2024 | Mecachrome 3.4 V6 | P      |
| Van Amersfoort Racing | 14  | Enzo Fittipaldi       | Dallara F2 2024 | Mecachrome 3.4 V6 | P      |
| Van Amersfoort Racing | 15  | Rafael Villagómez     | Dallara F2 2024 | Mecachrome 3.4 V6 | P      |
| Hitech Pulse-Eight    | 16  | Amaury Cordeel        | Dallara F2 2024 | Mecachrome 3.4 V6 | P      |
| Hitech Pulse-Eight    | 17  | Paul Aron             | Dallara F2 2024 | Mecachrome 3.4 V6 | P      |
| Campos Racing         | 20  | Isack Hadjar          | Dallara F2 2024 | Mecachrome 3.4 V6 | P      |
| Campos Racing         | 21  | Josep Maria Martí     | Dallara F2 2024 | Mecachrome 3.4 V6 | P      |
| Trident               | 22  | Richard Verschoor     | Dallara F2 2024 | Mecachrome 3.4 V6 | P      |
| Trident               | 23  | Roman Staněk          | Dallara F2 2024 | Mecachrome 3.4 V6 | P      |
| AIX Racing            | 24  | Joshua Dürksen        | Dallara F2 2024 | Mecachrome 3.4 V6 | P      |
| AIX Racing            | 25  | Taylor Barnard        | Dallara F2 2024 | Mecachrome 3.4 V6 | P      |

## Klassifikationen

### Qualifying

#### Gruppe A
| Pos.                                                                                     | Fahrer                | Team                  | Zeit     | SPR | HAU |
| ---------------------------------------------------------------------------------------- | --------------------- | --------------------- | -------- | --- | --- |
| 01                                                                                       | Richard Verschoor     | Trident               | 1:21,283 | 10  | 1   |
| 02                                                                                       | Isack Hadjar          | Campos Racing         | 1:21,440 | 8   | 3   |
| 03                                                                                       | Franco Colapinto      | MP Motorsport         | 1:21,655 | 6   | 5   |
| 04                                                                                       | Andrea Kimi Antonelli | Prema Racing          | 1:21,669 | 4   | 7   |
| 05                                                                                       | Gabriel Bortoleto     | Invicta Racing        | 1:21,670 | 2   | 9   |
| 06                                                                                       | Enzo Fittipaldi       | Van Amersfoort Racing | 1:21,723 | 11  | 11  |
| 07                                                                                       | Juan Manuel Correa    | DAMS Lucas Oil        | 1:21,771 | 16  | 13  |
| 08                                                                                       | Zak O’Sullivan        | ART Grand Prix        | 1:21,985 | 13  | 15  |
| 09                                                                                       | Amaury Cordeel        | Hitech Pulse-Eight    | 1:22,219 | 14  | 17  |
| 10                                                                                       | Joshua Dürksen        | AIX Racing            | 1:22,387 | 18  | 19  |
| 107-Prozent-Zeit: 1:26,972 min (bezogen auf die Pole-Position-Bestzeit von 1:21,283 min) |                       |                       |          |     |     |
| –                                                                                        | Ritomo Miyata         | Rodin Motorsport      | 1:27,498 | 22  | 22  |
| Quelle:                                                                                  |                       |                       |          |     |     |

Anmerkungen
1. ↑  Juan Manuel Correa erhielt eine Drei-Plätze-Strafrückversetzung für das Sprintrennen da er Andrea Kimi Antonelli im Qualifying behinderte.
2. ↑  Ritomo Miyata scheiterte um 0,526 Sekunden an der Qualifikation zur Rennteilnahme (107-Prozent-Regel) da mechanische Probleme eine schnellere Rundenzeit verhinderte, erhielt aber von den Rennkommissaren aufgrund von akzeptablen Rundenzeiten im Training dennoch die Starterlaubnis.

#### Gruppe B
| Pos.                                                                                     | Fahrer            | Team                  | Zeit     | SPR | HAU |
| ---------------------------------------------------------------------------------------- | ----------------- | --------------------- | -------- | --- | --- |
| 01                                                                                       | Victor Martins    | ART Grand Prix        | 1:21,310 | 9   | 2   |
| 02                                                                                       | Paul Aron         | Hitech Pulse-Eight    | 1:21,347 | 7   | 4   |
| 03                                                                                       | Roman Staněk      | Trident               | 1:21,466 | 5   | 6   |
| 04                                                                                       | Dennis Hauger     | MP Motorsport         | 1:21,659 | 3   | 8   |
| 05                                                                                       | Taylor Barnard    | AIX Racing            | 1:21,831 | 1   | 10  |
| 06                                                                                       | Oliver Bearman    | Prema Racing          | 1:21,919 | 15  | 12  |
| 07                                                                                       | Zane Maloney      | Rodin Motorsport      | 1:21,941 | 12  | 14  |
| 08                                                                                       | Kush Maini        | Invicta Racing        | 1:21,988 | 19  | 16  |
| 09                                                                                       | Jak Crawford      | DAMS Lucas Oil        | 1:22,030 | 17  | 18  |
| 10                                                                                       | Josep Maria Martí | Campos Racing         | 1:22,226 | 20  | 20  |
| 107-Prozent-Zeit: 1:27,001 min (bezogen auf die Pole-Position-Bestzeit von 1:21,310 min) |                   |                       |          |     |     |
| –                                                                                        | Rafael Villagómez | Van Amersfoort Racing | 1:40,365 | 21  | 21  |
| Quelle:                                                                                  |                   |                       |          |     |     |

Anmerkungen
1. ↑  Oliver Bearman erhielt eine Drei-Plätze-Strafrückversetzung für das Sprintrennen da er Josep Maria Martí im Qualifying behinderte.
2. ↑  Kush Maini erhielt eine Drei-Plätze-Strafrückversetzung für das Sprintrennen da er Zane Maloney im Qualifying behinderte.
3. ↑  Rafael Villagómez scheiterte um 13,364 Sekunden an der Qualifikation zur Rennteilnahme (107-Prozent-Regel) da ein Unfall im Qualifying eine schnellere Rundenzeit verhinderte, erhielt aber von den Rennkommissaren aufgrund von akzeptablen Rundenzeiten im Training dennoch die Starterlaubnis.

### Sprintrennen
| Pos.                                                                                  | Fahrer                | Team                  | Runden | Zeit     | Start | Schnellste Runde |
| ------------------------------------------------------------------------------------- | --------------------- | --------------------- | ------ | -------- | ----- | ---------------- |
| 01                                                                                    | Taylor Barnard        | AIX Racing            | 30     | 1:04,946 | 01    | 1:23,278 (29.)   |
| 02                                                                                    | Gabriel Bortoleto     | Invicta Racing        | 30     | + 5,246  | 02    | 1:24,226 (29.)   |
| 03                                                                                    | Dennis Hauger         | MP Motorsport         | 30     | + 5,817  | 03    | 1:23,928 (16.)   |
| 04                                                                                    | Andrea Kimi Antonelli | Prema Racing          | 30     | + 8,213  | 04    | 1:22,333 (30.)   |
| 05                                                                                    | Franco Colapinto      | MP Motorsport         | 30     | + 10,857 | 06    | 1:23,901 (30.)   |
| 06                                                                                    | Roman Staněk          | Trident               | 30     | + 13,594 | 05    | 1:23,062 (28.)   |
| 07                                                                                    | Paul Aron             | Hitech Pulse-Eight    | 30     | + 15,085 | 07    | 1:23,112 (30.)   |
| 08                                                                                    | Isack Hadjar          | Campos Racing         | 30     | + 16,495 | 08    | 1:23,313 (20.)   |
| 09                                                                                    | Enzo Fittipaldi       | Van Amersfoort Racing | 30     | + 16,890 | 11    | 1:24,186 (30.)   |
| 10                                                                                    | Zak O’Sullivan        | ART Grand Prix        | 30     | + 17,752 | 13    | 1:24,470 (13.)   |
| 11                                                                                    | Oliver Bearman        | Prema Racing          | 30     | + 18,334 | 15    | 1:24,332 (13.)   |
| 12                                                                                    | Juan Manuel Correa    | DAMS Lucas Oil        | 30     | + 18,830 | 16    | 1:24,408 (13.)   |
| 13                                                                                    | Jak Crawford          | DAMS Lucas Oil        | 30     | + 19,225 | 17    | 1:22,924 (29.)   |
| 14                                                                                    | Amaury Cordeel        | Hitech Pulse-Eight    | 30     | + 22,049 | 14    | 1:24,813 (28.)   |
| 15                                                                                    | Rafael Villagómez     | Van Amersfoort Racing | 30     | + 24,054 | 21    | 1:24,912 (28.)   |
| 16                                                                                    | Richard Verschoor     | Trident               | 30     | + 24,327 | 10    | 1:23,242 (18.)   |
| 17                                                                                    | Ritomo Miyata         | Rodin Motorsport      | 30     | + 25,203 | 22    | 1:24,029 (30.)   |
| 18                                                                                    | Joshua Dürksen        | AIX Racing            | 30     | + 25,915 | 18    | 1:24,274 (22.)   |
| –                                                                                     | Zane Maloney          | Rodin Motorsport      | 22     | DNF      | 12    | 1:24,147 (13.)   |
| –                                                                                     | Kush Maini            | Invicta Racing        | 22     | DNF      | 19    | 1:24,770 (19.)   |
| –                                                                                     | Josep Maria Martí     | Campos Racing         | 4      | DNF      | 20    | 1:27,098 (04.)   |
| –                                                                                     | Victor Martins        | ART Grand Prix        | 0      | DNF      | 09    | keine Zeit       |
| Schnellste Rennrunde, die für Punkte berechtigt ist: Andrea Kimi Antonelli (1:22,333) |                       |                       |        |          |       |                  |
| Quelle:                                                                               |                       |                       |        |          |       |                  |

Anmerkungen
1. ↑  Kush Maini erhielt eine Zehn-Sekunden-Strafe (Abkürzen), die auf die Endzeit aufaddiert wurde; er verlor keine Positionen im Endresultat.

### Hauptrennen
| Pos.                                                                          | Fahrer                | Team                  | Runden | Zeit        | Start | Schnellste Runde |
| ----------------------------------------------------------------------------- | --------------------- | --------------------- | ------ | ----------- | ----- | ---------------- |
| 01                                                                            | Zak O’Sullivan        | ART Grand Prix        | 42     | 1:00:25,696 | 15    | 1:24,168 (42.)   |
| 02                                                                            | Isack Hadjar          | Campos Racing         | 42     | + 0,580     | 03    | 1:23,758 (12.)   |
| 03                                                                            | Paul Aron             | Hitech Pulse-Eight    | 42     | + 8,053     | 04    | 1:24,074 (10.)   |
| 04                                                                            | Oliver Bearman        | Prema Racing          | 42     | + 9,118     | 12    | 1:23,026 (21.)   |
| 05                                                                            | Juan Manuel Correa    | DAMS Lucas Oil        | 42     | + 9,586     | 13    | 1:24,175 (24.)   |
| 06                                                                            | Dennis Hauger         | MP Motorsport         | 42     | + 9,945     | 08    | 1:22,384 (37.)   |
| 07                                                                            | Andrea Kimi Antonelli | Prema Racing          | 42     | + 17,540    | 07    | 1:23,672 (10.)   |
| 08                                                                            | Gabriel Bortoleto     | Invicta Racing        | 42     | + 17,847    | 09    | 1:23,376 (21.)   |
| 09                                                                            | Victor Martins        | ART Grand Prix        | 42     | + 18,021    | 02    | 1:22,598 (42.)   |
| 10                                                                            | Zane Maloney          | Rodin Motorsport      | 42     | + 26,555    | 14    | 1:23,212 (30.)   |
| 11                                                                            | Taylor Barnard        | AIX Racing            | 42     | + 26,983    | 10    | 1:23,863 (39.)   |
| 12                                                                            | Enzo Fittipaldi       | Van Amersfoort Racing | 42     | + 27,418    | 11    | 1:23,453 (18.)   |
| 13                                                                            | Franco Colapinto      | MP Motorsport         | 42     | + 30,213    | 05    | 1:23,954 (12.)   |
| 14                                                                            | Josep Maria Martí     | Campos Racing         | 42     | + 31,662    | 20    | 1:23,494 (14.)   |
| 15                                                                            | Ritomo Miyata         | Rodin Motorsport      | 42     | + 32,386    | 22    | 1:22,597 (33.)   |
| 16                                                                            | Roman Staněk          | Trident               | 42     | + 33,309    | 06    | 1:23,723 (23.)   |
| 17                                                                            | Kush Maini            | Invicta Racing        | 42     | + 33,796    | 16    | 1:22,837 (38.)   |
| 18                                                                            | Joshua Dürksen        | AIX Racing            | 39     | DNF         | 19    | 1:24,128 (25.)   |
| –                                                                             | Richard Verschoor     | Trident               | 28     | DNF         | 01    | 1:23,765 (10.)   |
| –                                                                             | Rafael Villagómez     | Van Amersfoort Racing | 18     | DNF         | 21    | 1:24,728 (10.)   |
| –                                                                             | Amaury Cordeel        | Hitech Pulse-Eight    | 6      | DNF         | 17    | 1:25,293 (06.)   |
| –                                                                             | Jak Crawford          | DAMS Lucas Oil        | 0      | DNF         | 18    | keine Zeit       |
| Schnellste Rennrunde, die für Punkte berechtigt ist: Dennis Hauger (1:22,384) |                       |                       |        |             |       |                  |
| Quelle:                                                                       |                       |                       |        |             |       |                  |

## Meisterschafts-Stände nach dem Rennwochenende
Beim Hauptrennen (HAU) bekamen die ersten Zehn des Rennens 25, 18, 15, 12, 10, 8, 6, 4, 2 bzw. 1 Punkt(e). Beim Sprintrennen (SPR) erhielten die ersten Acht des Rennens 10, 8, 6, 5, 4, 3, 2 bzw. 1 Punkt(e). Die zusätzlichen zwei Punkte für die Pole-Position im Hauptrennen gingen an Richard Verschoor, der Extrapunkt für die schnellste Rennrunde wurde an Dennis Hauger (HAU) sowie Andrea Kimi Antonelli (SPR) vergeben.

### Fahrerwertung
| Pos. | Fahrer                | Team                  | Punkte |
| ---- | --------------------- | --------------------- | ------ |
| 01   | Paul Aron             | Hitech Pulse-Eight    | 80     |
| 02   | Isack Hadjar          | Campos Racing         | 78     |
| 03   | Zane Maloney          | Rodin Motorsport      | 69     |
| 04   | Dennis Hauger         | MP Motorsport         | 56     |
| 05   | Gabriel Bortoleto     | Invicta Racing        | 50     |
| 06   | Andrea Kimi Antonelli | Prema Racing          | 48     |
| 07   | Zak O’Sullivan        | ART Grand Prix        | 40     |
| 08   | Franco Colapinto      | MP Motorsport         | 38     |
| 09   | Kush Maini            | Invicta Racing        | 34     |
| 10   | Enzo Fittipaldi       | Van Amersfoort Racing | 32     |
| 11   | Jak Crawford          | DAMS Lucas Oil        | 32     |

| Pos. | Fahrer             | Team                  | Punkte |
| ---- | ------------------ | --------------------- | ------ |
| 12   | Josep Maria Martí  | Campos Racing         | 26     |
| 13   | Oliver Bearman     | Prema Racing          | 18     |
| 14   | Richard Verschoor  | Trident               | 17     |
| 15   | Ritomo Miyata      | Rodin Motorsport      | 16     |
| 16   | Joshua Dürksen     | AIX Racing            | 15     |
| 17   | Amaury Cordeel     | Hitech Pulse-Eight    | 15     |
| 18   | Juan Manuel Correa | DAMS Lucas Oil        | 14     |
| 19   | Roman Staněk       | Trident               | 13     |
| 20   | Victor Martins     | ART Grand Prix        | 11     |
| 21   | Taylor Barnard     | AIX Racing            | 10     |
| 22   | Rafael Villagómez  | Van Amersfoort Racing | 8      |

### Teamwertung
| Pos. | Konstrukteur       | Punkte |
| ---- | ------------------ | ------ |
| 01   | Campos Racing      | 104    |
| 02   | Hitech Pulse-Eight | 95     |
| 03   | MP Motorsport      | 94     |
| 04   | Rodin Motorsport   | 85     |
| 05   | Invicta Racing     | 84     |
| 06   | Prema Racing       | 66     |

| Pos. | Konstrukteur          | Punkte |
| ---- | --------------------- | ------ |
| 07   | ART Grand Prix        | 51     |
| 08   | DAMS Lucas Oil        | 46     |
| 09   | Van Amersfoort Racing | 40     |
| 10   | Trident               | 30     |
| 11   | AIX Racing            | 25     |